# Sverepec
Sverepec (Hongaars: Lejtős) is een Slowaakse gemeente in de regio Trenčín, en maakt deel uit van het district Považská Bystrica.
Sverepec telt 1.112 inwoners.